# 후루마키촌
후루마키촌(일본어: 古巻村)은 일본 군마현 군마군에 설치되었던 촌이다.